# 静电感应

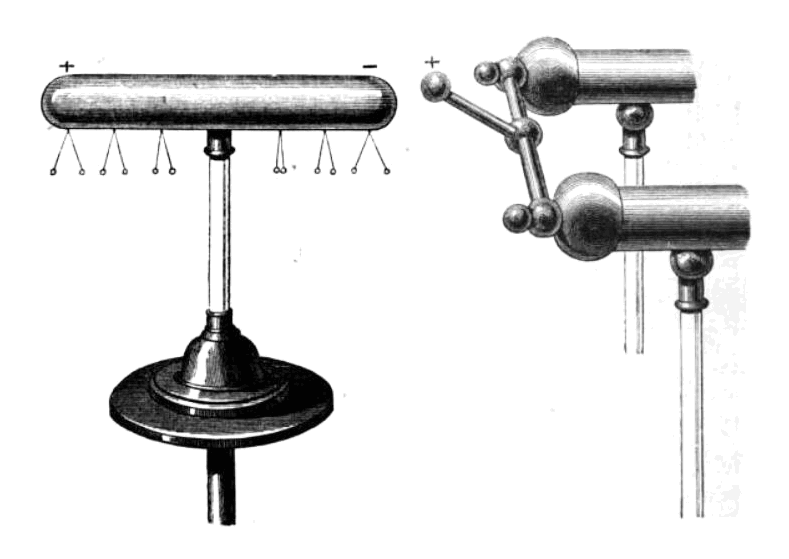
静电感应的演示。把静电发电机的正极靠近一个铜管，使铜管的左端带有正电荷，右端带有负电荷。从铜管上悬挂着的验电器可以看出，电荷主要分布在铜管的两端。

静电感应是物体内的电荷因受外界电荷的影响而重新分布。这个现象由英国科学家约翰·坎通和瑞典科学家约翰·卡尔·维尔克分别在1753年和1762年发现。静电发电机，例如威姆斯赫斯特电机、范德格拉夫起电机和起电盘，都使用这个原理。

## 解释
正常的物质都带有等量的正电荷和负电荷，因此总体来说是不带电的。如果把带电的物体靠近不带电的导体，例如一片金属，则导体上的电荷将会重新分布。例如，如果把带正电的物体靠近一块金属（参见右面的图），则金属上的负电荷将会被吸引过去，而正电荷则会被排斥。这样便导致金属的靠近外界电荷的部分带有负电荷，而远离外界电荷的部分则带有正电荷。由于这只是电荷的重新分布，因此物体仍然是不带电的。静电感应是可逆的，也就是说，如果外界的电荷被移走了，那么由于物体上正电荷和负电荷之间的吸引，它们将重新搀和起来。

## 用静电感应来使物体带电

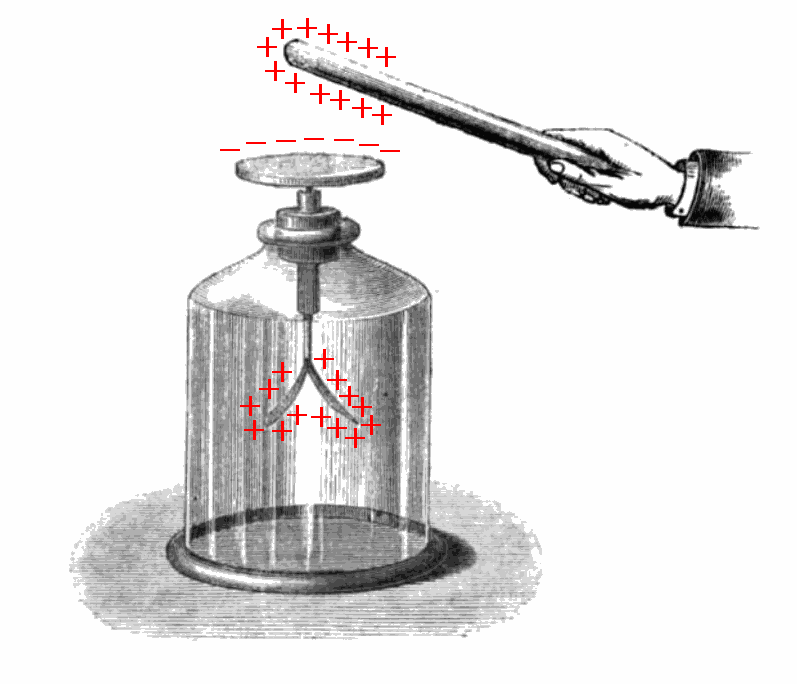
用验电器来演示静电感应

静电感应也可以用来使物体带电。例如，如果把物体靠近正电荷，并同时把物体与大地用导线相连，则大地的一些负电荷会因正电荷的吸引而流入物体中。如果在这时切断物体与大地之间的导线，则物体将会带负电。
这可以用验电器（一种探测电荷的仪器）来演示。首先把带电物体靠近验电器的顶端。这将会使验电器内的电荷重新分布，使顶端带有与物体相反的电荷，而箔片则带有与物体相同的电荷。由于两个箔片所带的电荷是相同的，它们将会互相排斥而分开。这时验电器仍然不带电，只是电荷重新分布了。但是，如果用手指接触验电器的顶端，则电荷将因带电物体的吸引而从大地流入验电器的顶端。这时，验电器所带的电荷是与带电物体相反的。如果这时候把手指移开，则流入验电器内的电荷将不能逃脱，这样验电器便带有电荷。因此，即使现在把带电物体移开，两个箔片也不会重新合拢。
物体与大地相连后留下的电荷总是与外界的电荷相反的，因为此时，物体的另一端可以看作在无穷远处。

## 绝缘体的静电感应
绝缘体也有静电感应的现象，这就是带电物体能吸引小纸片的原因。在绝缘体中，电子被原子束缚着，不能在物体中自由移动；但是在原子内可以移动一点点。如果把带正电的物体靠近绝缘体，则每一个原子中的电子都会被吸引而稍微移动一点，而原子核则会被排斥，而往相反的方向移动一点。这种现象称为极化。由于这时物体中的负电荷离外面的带电物体较近，而正电荷则距离较远，将导致吸引力比排斥力大一点点。这个现象是微观的，但因为有那么多的原子，加起来效果就很明显了，足以使较轻的物体（如小纸片）被吸引。